# Карыгин, Борис Романович
Борис Романович Карыгин (31 октября 1934, Куйбышев — 31 января 2012, Сызрань) — советский и российский театральный актёр. Заслуженный артист РФ (1998).

## Биография
Борис Карыгин родился 31 октября 1934 года в Куйбышеве.
В 1960 году окончил студию при Куйбышевском драматическом театре. С 1963 года служил в Сызранском драматическом театре им. А. Толстого.
Борис Карыгин более 25 лет руководил детским народным театром «Ровесник». Является членом союза театральных деятелей России. Преподавал мастерство актёра на театральном курсе колледжа искусств им. О. Н. Носцовой.
Награждён знаками Министерства культуры СССР «Отличник культурного шефства над селом», «За отличную работу». В 2009 году мэр города Сызрани Виктор Хлыстов вручил Борису Романовичу нагрудный знак «За заслуги перед городом» II степени.
Умер на сцене во время репетиции 31 января 2012 года в Сызрани.
Работал с режиссёрами: А. Г. Василенко, Г. Л. Дрознес, А. Н. Ермолин, Я. М. Киржнер, В. А. Курочкин, П. Л. Монастырский, А. А. Ривман, А. М. Трубай, С. К. Шпанов.

## Роли в театре
- Андрей («Три сестры» — Чехов А. П.);
- Крутицкий («Не было ни гроша, да вдруг алтын» — Островский А. Н.);
- Терешко-Колобок («Трибунал» — Макаенок А.);
- Фирс («Вишневый сад» — Чехов А. П.).
- 2007 — «Гроза» Островского — житель города Калинина
- 2008 Барк- («Старомодный коктейль»)
- 2010 год в театре «Отци и дети» Турненев «Базаров отец»
- 2012 год в театре «Наши» по роману Достоевского «Бесы» «Старик» (Последняя трагическая роль)

## Награды
- Заслуженный артист РФ (21 сентября 1998 – Указ № 1123)[1].

1. ↑  О награждении государственными наградами Российской Федерации - docs.cntd.ru. Дата обращения: 22 мая 2021. Архивировано 22 мая 2021 года.